# Експертна рада при Міністерстві економіки України
Експертна рада при Міністерстві економіки України — консультативно-дорадчий орган, створений при Міністерстві економічного розвитку і торгівлі України Павлом Шереметою.
До складу ради увійшли грузинський лібертаріанський політик і економіст Каха Бендукідзе, канадські економісти українського походження Василь Калимон (Ivey Business School) і Олег Гаврилишин (Munk Centre), швед Андерс Ослунд (Інститут міжнародної економіки імені Петерсона) і американець турецького походження Дарон Аджемоглу (Массачусетський технологічний інститут).